# سادات محله (چاف)
سادات محله ، روستایی از توابع بخش مرکزی شهرستان لنگرود در استان گیلان ایران است. این روستا جلگه‌ای و دارای آب و هوای معتدل و مرطوب می‌باشد که تقریباً ۱۰ کیلومتر با ساحل زیبای چمخاله فاصله دارد و گویش مردم همانند ساکنین شرق گیلان گیلکی بیه پیش می‌باشد.
منبع درآمد و شغل عموم مردم سادات محله برنجکاری است. در فصل بهار و تابستان پرورش کرم ابریشم نیز توسط اهالی محل انجام می‌پذیرد. تأمین مایحتاج مردم از قبیل صیفی جات، حبوبات و لبنیات توسط خود اهالی روستا انجام می‌پذیرد. در واقع مردم این روستا تقریباً خودکفا می‌باشند. با وجود رودخانه در این روستا، ماهیگیری از دیرباز در این روستا رواج داشته که با توجه به مرور زمان و گرایش مردم به مظاهر شهرنشینی و مهاجرت به تدریج از رونق افتاده و جنبه تفریحی به خود گرفته است.
این روستا دارای دهیاری و شورای محل است که با کمک اهالی توانسته‌اند مسجد بزرگی تقریباً به مساحت ۷۰۰ متر را در روستا احداث نمایند.

## جمعیت
این روستا در دهستان چاف قرار دارد و براساس سرشماری مرکز آمار ایران در سال ۱۳۸۵، جمعیت آن ۹۵۰ نفر (۲۶۷خانوار) بوده‌است.